# (7770) Siljan
(7770) Siljan ist ein Asteroid des äußeren Hauptgürtels, der am 2. März 1992 vom Astronomen des La-Silla-Observatoriums (IAU-Code 809) der Europäischen Südsternwarte in Chile im Zuge der Uppsala-ESO Survey of Asteroids and Comets entdeckt wurde.
Der Asteroid wurde am 20. März 2000 nach dem See Siljan benannt, dem siebtgrößten See Schwedens in der Provinz Dalarna, der durch den Einschlag eines Asteroiden geprägt ist, der vor etwa 370 Millionen Jahren stattfand.
Der Himmelskörper gehört zur Koronis-Familie, einer Gruppe von Asteroiden, die nach (158) Koronis benannt ist.